# Oleg Elekpajewitsch Saitow
Oleg Elekpajewitsch Saitow (russisch Олег Элекпаевич Саитов; * 26. Mai 1974 in Schiguljowsk, Oblast Samara) ist ein ehemaliger russischer Boxer. Er wurde im Weltergewicht unter anderem Olympiasieger 1996 und 2000 sowie Weltmeister 1997 und Europameister 1998 und 2004.
Das Ring Magazine führt ihn auf Platz 7 der erfolgreichsten olympischen Boxer der Sportgeschichte.

## Boxkarriere
Saitow gewann 1992 im Halbweltergewicht jeweils die Goldmedaille bei den Junioren-Europameisterschaften in Edinburgh und den Junioren-Weltmeisterschaften in Montreal.
1993 schied er bei den Weltmeisterschaften in Tampere gegen Jyri Kjäll im Halbfinale aus und gewann Bronze im Halbweltergewicht. Eine weitere Bronzemedaille im Halbweltergewicht gewann er 1994 bei den Goodwill Games in Sankt Petersburg, nachdem er im Halbfinale gegen Nurhan Süleymanoğlu unterlegen war. Im selben Jahr siegte er beim Chemiepokal und schlug im Finale Dirk Dzemski.
Im Weltergewicht weiterboxend gewann er bei den Weltmeisterschaften 1995 in Berlin, unter anderem mit Siegen gegen Marian Simion, Ercüment Aslan und Vitalijus Karpačiauskas, sowie einer Niederlage im Finale gegen Juan Hernández, die Silbermedaille. Im Halbfinale der Europameisterschaften 1996 in Vejle schied er jedoch gegen Marian Simion aus und sicherte sich erneut Bronze.
Bei den Olympischen Spielen 1996 in Atlanta konnte er sich gegen Cahit Süme, Bae Ho-Jo, Kamel Chater, Daniel Santos und diesmal auch gegen Juan Hernández durchsetzen und Olympiasieger werden. Zudem gewann er 1997 auch die Weltmeisterschaften in Budapest, wobei er unter anderem erneut Juan Hernández und im Finale dann Serhij Dsynsyruk bezwang. Die Europameisterschaften 1998 in Minsk gewann er mit Siegen gegen Steven Küchler, Hussein Bayram, Marian Simion und Serhij Dsynsyruk.
Bei den Europameisterschaften 2000 in Tampere schied er dann überraschend gegen Mihály Kótai aus, gewann jedoch bei den Olympischen Spielen 2000 in Sydney seine zweite olympische Goldmedaille. Durch Siege gegen Francisco Calderón, Ruslan Khairov und Dorel Simion war er ins Finale eingezogen, wo er beim Kampf um die Goldmedaille Serhij Dozenko schlagen konnte. Darüber hinaus wurde er mit dem Val-Barker-Pokal als technisch bester Boxer bei den Olympischen Spielen ausgezeichnet.
2004 in Pula wurde er mit einem Finalsieg gegen Xavier Noël erneut Europameister und startete bei den Olympischen Spielen 2004 in Athen. Mit Siegen gegen Ait Miloud, Mohamed Hikal und Sherzod Husanov, erreichte er das Halbfinale, wo er mit 18:20 gegen Baqtijar Artajew ausschied und Bronze gewann.

## Nach dem Sport
Nach seiner aktiven Sportlerkarriere wurde er Regionalpolitiker in der Oblast Samara.